# Finneidfjord
Finneidfjord är en tidigare tätort i Hemnes kommun i Nordland fylke i norra Norge. Orten ligger vid Nordlandsbanan, där Europaväg 6 möter fylkesväg 808, vid ett näs mellan de båda fjordarmarna Finneidfjorden respektive Sørfjorden, på den södra sidan av Ranfjorden.
Sedan 2013 räknas orten inte längre som en tätort.
Tidigare har orten tillhört dåvarande Sør-Rana kommun.